# امیرنشین غرناطه
امارت گرانادا (به عربی: إمارة غرﻧﺎﻃﺔ)، نام پادشاهی مسلمان‌نشینی در شبه‌جزیره ایبری در اسپانیا بود که در اوایل سدهٔ سیزدهم میلادی در ۱۲۳۸ توسط ابو عبدالله ابن یوسف ابن نصر الاحمر بنیاد نهاده شد و تا ۱۴۹۲ به حیات خود ادامه‌داد.

## تاریخچه
غرناطه در اصل دژی بود که توسط مورها در سدهٔ هشتم میلادی بنیاد گذاشته شده و در دوران مرابطان و موحدون به اوج خود رسید. به‌دنبال تلاش‌های مسیحیان برای بازپس‌گیری سرزمین‌های خود، مسلمانان به بخش‌های جنوبی رانده شده بودند و ابو عبدالله ابن یوسف ابن نصر الاحمر که پیشتر دودمان بنو نصر را در ۱۲۳۲ پایه‌گذاری کرده‌بود امارت گرانادا را در ۱۲۳۸ به‌عنوان آخرین پناهگاه مورها بنیان نهاد. استان‌های امروزی گرانادا، مالاگا و آلمریا درگذشته امارت گرانادا را تشکیل می‌دادند.
با این حال مسلمانان غرناطه آنقدر قدرتمند نبودند که برای مسیحیانی که هر از گاه با انجام حملاتی یکی دو شهر آنان را می‌گرفتند خطری ایجاد کنند. در نتیجه محمد یکم در ۱۲۴۶ به‌منظور حفظ امارت خود، سرسپردگی فرناندوی سوم، پادشاه کاستیا را که سرزمینش در مجاورت غرناطه قرار داشت و در تمامی مرزهای زمینی با آنان هم‌مرز بود را پذیرفت و خراجگزار آنان شد. محمد یکم در ۱۲۷۳ میلادی درگذشت و امیران پس از او از مغرب درخواست کمک‌های سیاسی و نظامی کردند.
در ۱۳۱۴ میلادی، اسماعیل یکم به امیری غرناطه رسید و تا ۱۳۲۵ حکومت کرد. او در طول دوران زمامداری‌اش توانست در برابر جاه‌طلبی‌های آلفونسوی یازدهم در بازپس‌گیری سرزمین‌های مسیحی از مسلمانان ایستادگی کند. در ۱۳۴۰ آلفونسو موفق شد تا با کمک پرتغالی‌ها در نبرد سالادو به پیروزی قاطعانه‌ای علیه سپاهیان مغربی دست بابد. پس از شکست مغرب و عدم تمایل جانشنیان آلفونسوی یازدهم برای ادامهٔ فتوحات او، فرصتی برای غرناطه پیش‌آمد تا از فشارهای سیاسی مغربیان و کاستیایی‌ها رهایی یابد.
امارت غرناطه در دوران حکومت محمد پنجم (ح. ۱۳۵۴–۵۹ و ۱۳۶۲–۱۳۹۱) به بالاترین حد از شکوفایی خود رسید و وزرایش همچون بحرالعلوم ابوعبدالله ابن الخطیب، طبیب ابوجعفر ابن ختیمه و شاعر ابوعبدالله ابن زمرک از فهمیده‌ترین دانشمندان و اندیشمندان عصر خود بودند. همچنین در این دوران قاضیانی مرزی تربیت شدند که این قضات مسلمانانی بودند که به شکایات مسیحیان از اهالی غرناطه رسیدگی می‌کردند. همین کار سبب شد تا از مناقشات مرزی بین مسلمانان و مسیحیان کاسته شود.
منابع اقتصادی حکومت مرکزی غرناطه عمدتاً به صنعت ابریشم و تجارت خارجی وابسته بود که این داد و ستد با خارجیان به دلیل موقعیت مناسب بندر مالاگا در مسیر دریای مدیترانه به اقیانوس اطلس از رونق خوبی برخوردار بود. غرناطه همچنین توجه ویژه‌ای به تنگه جبل‌الطارق داشت و امیران آن به مدت یک سده تلاش داشتند تا ادارهٔ آن را در دستان خود حفظ نمایند. در ۱۳۰۶ چنین به نظر آمد که محمد سوم (ح. ۱۳۰۲–۱۳۰۹) در انجام این کار موفق شده‌است، اما وجود ائتلافی قدرتمند سبب شد تا او در حد سرسپردهٔ پادشاه کاستیا نزول یابد. پس از پیروزی آلفونسوی یازدهم در نبرد سالادو در ۱۳۴۰، ادارهٔ جبل‌الطارق به کاستیا رسید. غرناطه نیز در مقابل سیاست انزواطلبی را در پیش گرفت و تلاش خود را معطوف تقویت مرزهای زمینی خود نمود. همچنین در دوران حکومت یوسف یکم (ح. ۱۳۳۳–۱۳۵۴) و محمد پنجم بود که کار ساخت کاخ الحمرا به پایان رسید.
در نیمهٔ دوم سدهٔ ۱۴ میلادی کاستیا درگیر مناقشات داخلی شد و محمد پنجم و محمد هفتم (ح. ۱۳۹۲–۱۴۰۸) توانستند با استفاده از موقعیت پیش آمده علیه آلگسیرا و شهرهای گوادالکیویر دست به حملهٔ متقابل بزنند. با این حال در ۱۴۰۷ کاستیا به فکر فتح امارت غرناطه به‌عنوان آخرین گام از فتح آندلس افتاد و به آنجا حمله کرد. این لشکرکشی که بسیار گسترده و پرهزینه بود در سراسر سدهٔ پانزدهم ادامه یافت. در این مدت خود غرناطه نیز به دلیل درگیری‌های داخلی از هم پاشیده بود و فرناندوی دوم، پادشاه آراگون و ایزابل یکم، ملکه کاستیا، ملقب به فرمانروایان کاتولیک از تفرقهٔ به‌وجود آمده کاملاً استفاده کرده و غرناطه را زیر فشار گذاشتند.
سرانجام محمد دوازدهم، آخرین امیر غرناطه که در ۱۴۸۲ به پادشاهی رسیده بود در ۲ ژانویهٔ ۱۴۹۲، شهر گرانادا را که آخرین سنگر نظامی او محسوب می‌شد را تسلیم فرمانروایان کاتولیک کرد. بدین ترتیب مورها آخرین پایگاه خود در اسپانیا را از دست دادند و غرناطه به کاستیا پیوست.